# Кръвосмешение
Кръвосмешението е сексуално отношение между членове на едно семейство или един род. Това обикновено включва отношения между хора с родствени връзки, на които, поради опасност от засилване на генетично предразположение към болести заради родството им, не се разрешава да се оженят.
Обикновено са забранени отношенията между най-близките роднини – между родители и деца и между братя и сестри, но забраната може да обхваща и други степени на роднинство. На остров Бука бракът на вуйчото с племенницата му се смята за нещо ужасно. В Англия до 1907 г. на повторния брак на вдовец със сестрата на починалата му жена се е гледало като на голямо престъпление.
В различните общества обект на забраната за кръвосмешение са различни хора. Забраната на сексуалните отношения между членове на семейството (обхващаща в някои случаи целия род) първоначално произлиза от практически съображения: интересът на групата повелява на членовете ѝ да се женят извън нея (екзогамия), за да се установят мирни отношения със съседите. Психоаналитиците смятат, че тази забрана изразява несъзнаваната защита на човека срещу скритите му влечения.
Обикновено кръвосмесителните отношения започват в юношеството, след което продължават да се развиват. Някои ги прикриват поради страх, а други свободно дават израз на любовната си връзка.